# 鷺得站
鷺得站（：／ Nodeul yeok */?）是首爾地鐵9號線沿線的一座地下車站，位於韓國首爾特別市銅雀區鷺梁津本洞。站名为韓語固有詞，意为白鹭的落脚石。

## 車站構造
站體為2面2線側式月台的地下車站，候車月台設有月台幕門，並有5處出口。
整體建築以玻璃為主要建材，採透光設計。

### 月台配置
| 鷺梁津 ↑ |
| \| 上    |
| ↓ 黑石   |

| 月台 | 路線           | 目的地                                                         |
| ---- | -------------- | -------------------------------------------------------------- |
| 上行 | ●首爾地鐵9號線 | 堂山、金浦機場、開花方向                                       |
| 下行 | ●首爾地鐵9號線 | 銅雀、新論峴、綜合運動場、石村、奧林匹克公園、中央報勳醫院方向 |

## 歷史
- 2009年7月24日：落成啟用。

## 車站周邊
- 上道隧道（朝鲜语：상도터널）
- 漢江大橋
- 死六臣公園（朝鲜语：사육신공원）
- 鷺樑津近鄰公園
- 龍鳳亭近鄰公園
- 首爾永本初等學校
- 首爾本洞初等學校
- 東洋中學
- 鷺得島（朝鲜语：노들섬）
- 本洞市場
- 龍山站
- 新龙山站

## 圖片

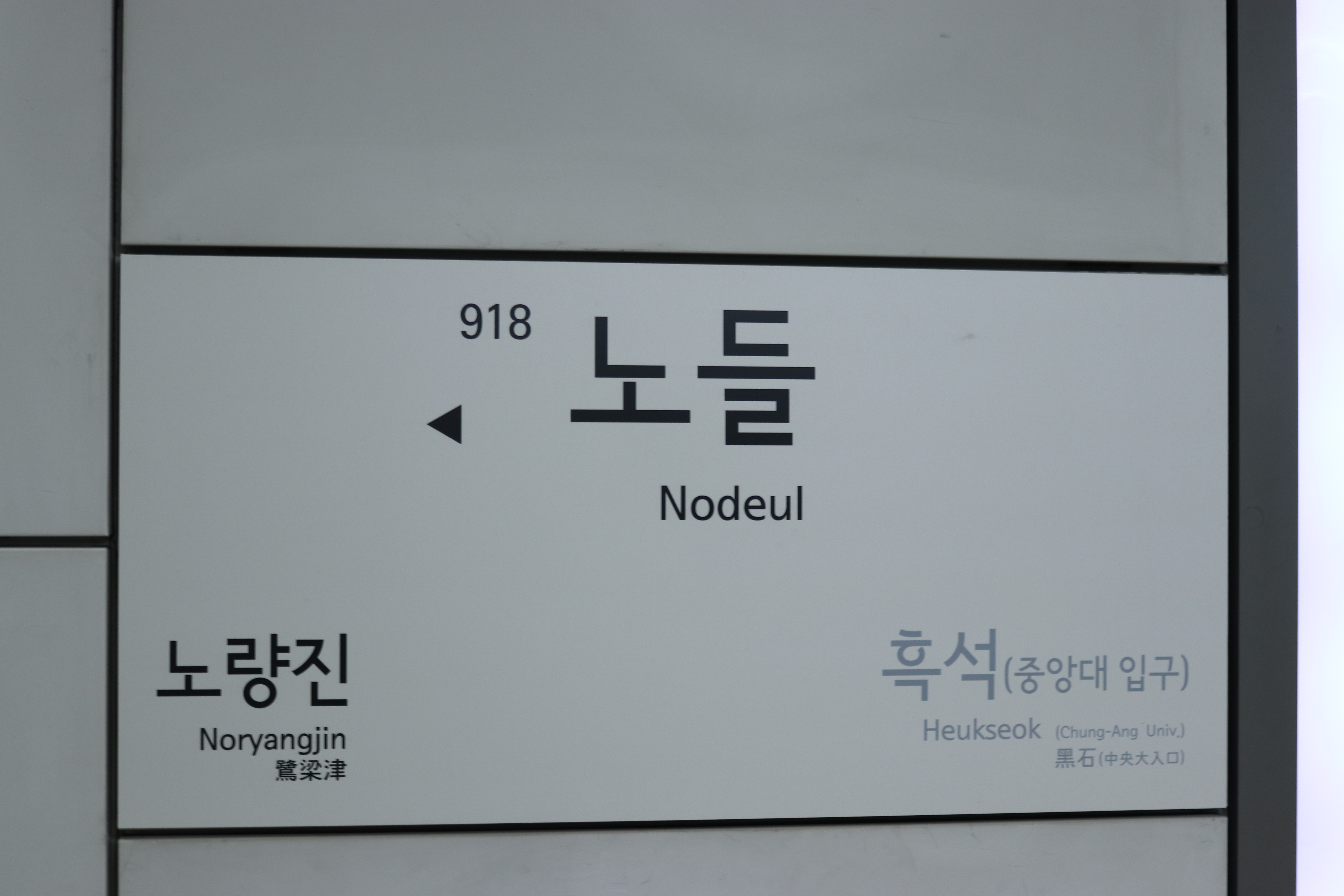
站名牌
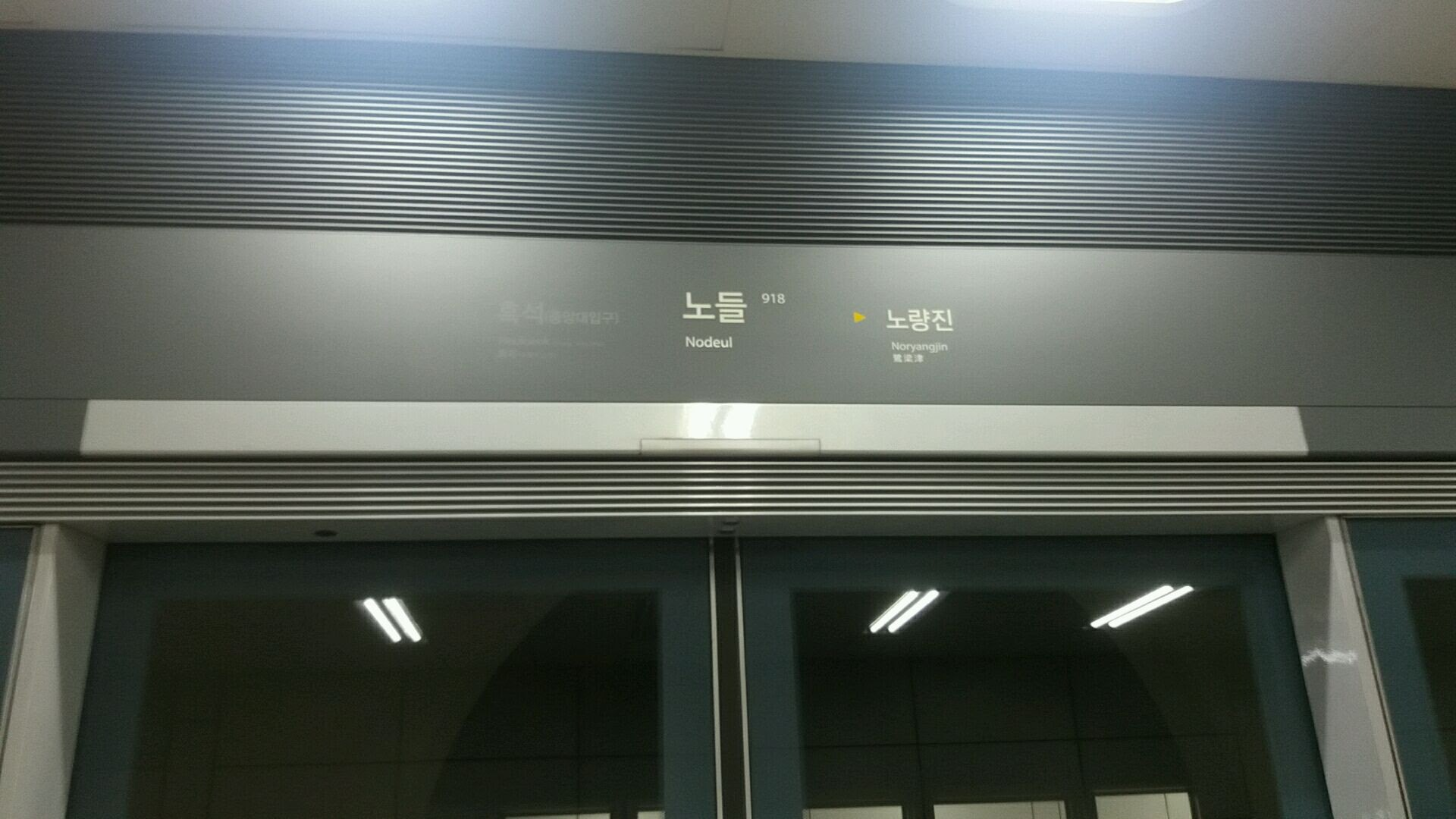
月台門資訊板
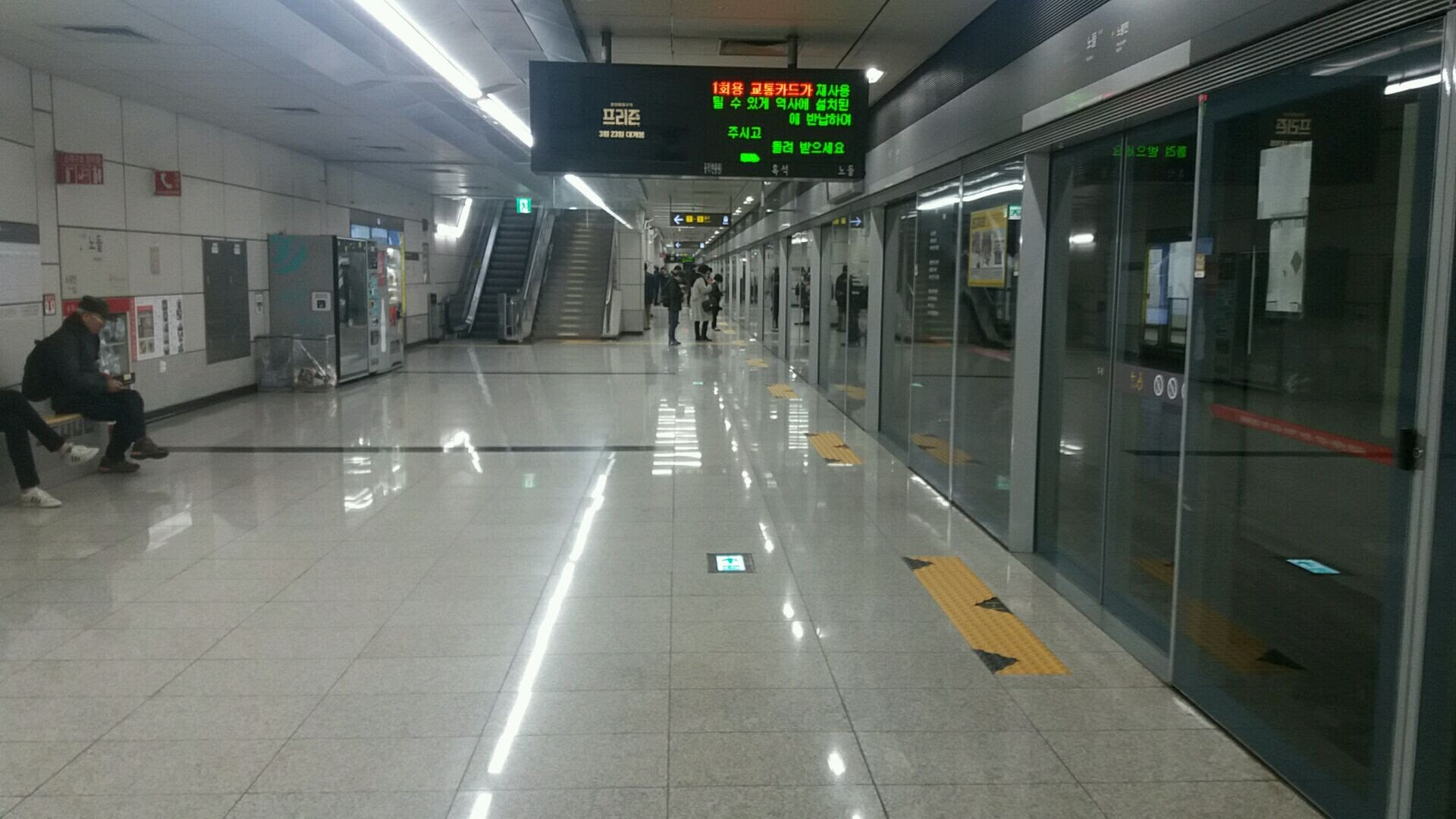
候車月台

## 相鄰車站
首爾市地鐵9號線
●首爾地鐵9號線
一般
鷺梁津（917）－鷺得（918）－黑石（919）